# Haklíkové zdivo

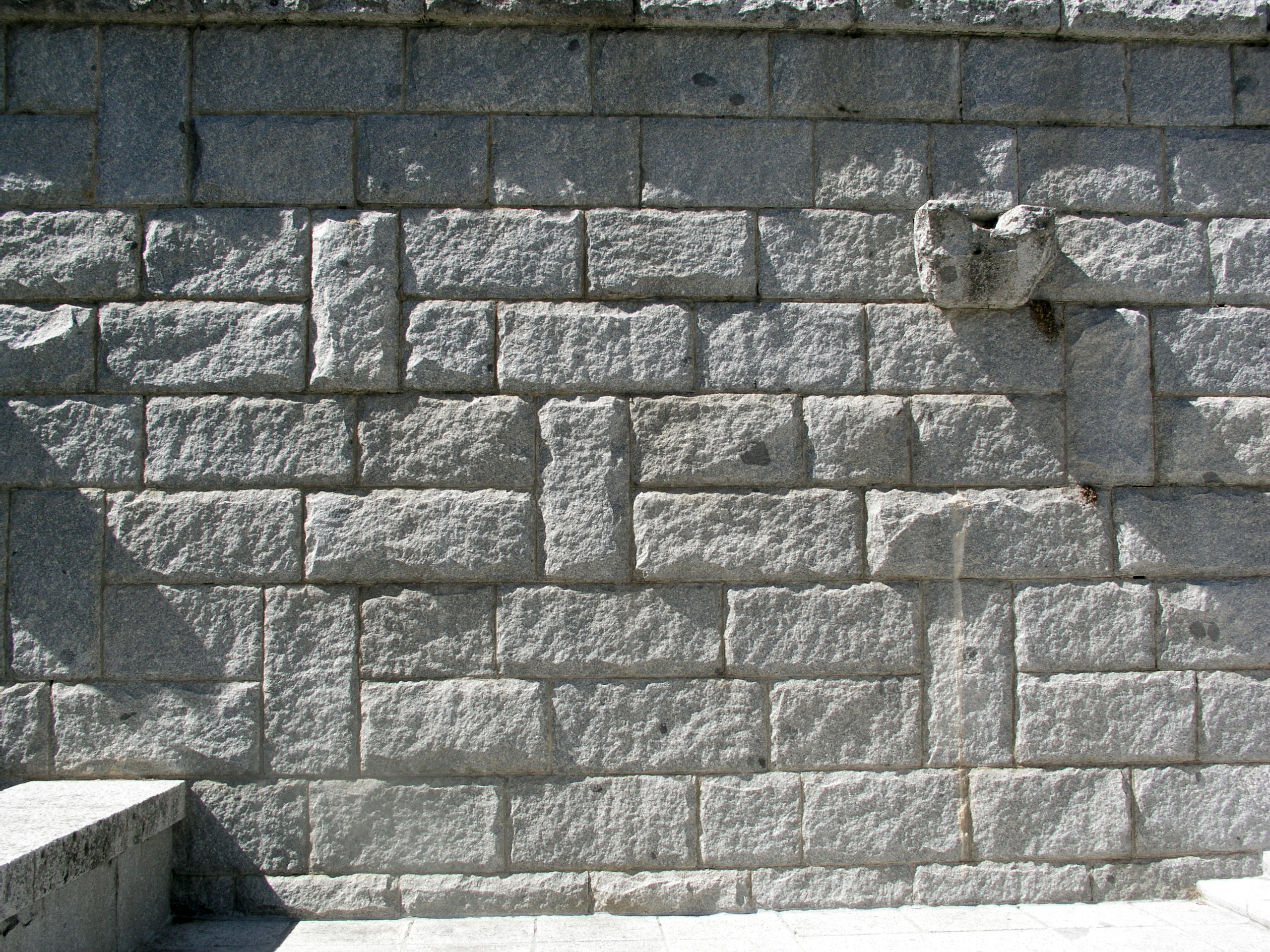
Ukázka haklíkového zdiva

Haklíkové zdivo je kamenné, svisle provazované zdivo. Svislé provázání se provádí přes 2–3 vrstvy. Svislý provazovací kámen se nazývá haklík, podle něj se nazývá i celé zdivo. Provádí se zejména ze žuly, pískovce a v dnešní době i z umělého kamene. Existují dva typy haklíkového zdiva:
- Hrubé haklíkové zdivo – U tohoto typu haklíkového zdiva je opracovaná pouze přední strana. Šířka spár je 15 – 40 mm.
- Čisté haklíkové zdivo – U tohoto typu haklíkového zdiva je opracovaná přední strana a boční strany jsou opracovány do tloušťky 50 mm. Šířka spár je 15 – 20 mm.